# 西北农业大学
西北农业大学是一所已不存在的高等学校，位于陕西省咸阳市，1999年9月并入西北农林科技大学。

## 校史
西北农业大学前身是国立西北农林专科学校，创建于1934年。1938年与國立西北聯合大學农学院、河南大学农学院畜牧系合并，成立国立西北农学院；中共建政后更名为西北农学院。1985年更名为西北农业大学。1999年9月并入西北农林科技大学。

## 知名校友
- 盛彤笙，中国科学院学部委员，国立西北农学院教授。
- 侯光炯，中国科学院学部委员，国立西北农学院教授。
- 涂治，中国科学院学部委员，国立西北农林专科学校教授。
- 林镕，中国科学院学部委员，国立西北农学院教授。
- 虞宏正，中国科学院学部委员，国立西北农学院教授。
- 赵洪璋，中国科学院学部委员，1940年毕业于国立西北农学院农艺学系，西北农学院教授。
- 魏江春，中国科学院院士，1955年毕业于西北农学院植物保护系。
- 于天仁，中国科学院院士，1945年毕业于西北农学院农业化学系。
- 周尧，昆虫分类学家，西北农学院教授。
- 韩俊，中华人民共和国农业农村部部长。